# Боровенко, Владимир Вениаминович
Влади́мир Вениами́нович Борове́нко (бел. Уладзімір Веніямінавіч Баравенка; род. 14 мая 1970, Секешфехервар, Фейер, Центральная Трансданубия, ВНР) —  белорусский государственный и политический деятель, депутат Палаты представителей Национального собрания VIII созыва.

## Биография
Родился 14 мая 1970 года в венгерском городе Секешфехервар. Образование высшее — окончил Белорусский национальный технический университет по специальности «Теплогазоснабжение, вентиляция и охрана воздушного бассейна»; Академию управления при Президенте Республики Беларусь по специальности «Инновационный менеджмент». Прошёл профессиональный путь от электромонтёра до заместителя генерального директора по идеологической работе, социальным и общим вопросам «Брестоблгаз». В 2019 году избран председателем районной общественной организации «Белая Русь», в 2023 году — председателем районного отделения партии «Белая Русь».
25 февраля 2024 года избран Депутатом Палаты представителей Национального собрания Белоруссии.

### VIII созыв (с 22 марта 2024 года)
Во время функционирования Палаты представителей VIII созыва является заместителем председателя Постоянной комиссии по промышленности, топливно-энергетическому комплексу, транспорту и связи.

## Выборы
| Кандидат                    | Кандидат                         | Партия              | Голосов | %   |
| --------------------------- | -------------------------------- | ------------------- | ------- | --- |
|                             | Боровенко, Владимир Вениаминович | Партия «Белая Русь» |         |     |
|                             | Тунчик, Светлана Анатольевна     | Партия «Белая Русь» |         |     |
| Против всех                 |                                  |                     |         |     |
| Недействительных бюллетеней |                                  |                     |         |     |
| Всего                       | Всего                            | Всего               |         | 100 |
| Явка избирателей            |                                  |                     |         |     |

## Награды
- Звание «Ганаровы работнiк унітарнага прадпрыемства «Брэстаблгаз»[4].

## Личная жизнь
Женат, имеет сына. Отец — военный лётчик, мать — учитель.